# サムライスピリッツ 天下一剣客伝
『サムライスピリッツ 天下一剣客伝』（サムライスピリッツ てんかいちけんかくでん）は、SNKプレイモアが2005年9月14日に稼働開始した対戦型格闘ゲーム。『サムライスピリッツ』シリーズ通算第9作目(2D作品としては7作目)。略称は剣サム。欧題は『Samurai Shodown VI（サムライショーダウン シックス）』。キャラクターイラストはたっくんが担当。

## 概要
SNKプレイモア許諾作品で、悠紀エンタープライズが開発した。MVSの後継としてサミーのATOMISWAVEという業務用ゲーム汎用基板を用いている。現時点では2Dシリーズ最終作と言われている。企画段階のタイトルは『サムライスピリッツ祭』であった。
本作独自のストーリーを持ち、一連の作品と直接の繋がりはなく、パラレルワールドとなっている。特に顕著なのはエンディングで、多数のキャラクターが自分の理想を実現することにより、本作より前の作品の設定や物語とは大幅に異なるものになった。
『零SPECIAL』と同様にお祭り的な作品だが、徹底的に残虐要素を廃したり、イラストの絵柄も変わり、キャラクターセレクト画面、BGM、ステージなど明るい雰囲気を作り出していて、暗くシビアな世界観を強調した『零SPECIAL』とは対照的である。
声の出演は、「炎邪」・「水邪」・「黒河内夢路」を除き声優が一新されている。PlayStation 2・Wiiで発売された『六番勝負』の収録版では、オプションで一部のキャラクターのみ従来の声優陣で再収録されたものに変更できる。

## システム
本作では使用する攻撃ボタンは5個になり、Aは弱斬り、Bは中斬り、Cは強斬り、Dは蹴り、Eは特殊動作があてがわれている。
最大の特徴は過去の2D作品をモチーフにした「怒」「真」「斬」「天」「零」の5種類に、今作独自の「剣」を加えた6種類の「スピリッツ」（システム）を選択できる。「魔」はアーケード版ではCPU専用でこれに「獣」「祭」を加えた3種類は家庭用のみで選択可能。
※「【】」は欧米版での表記
怒スピリッツ（いかり - ）【I】
初代『SAMURAI SPIRITS』がベース。
真スピリッツ（しん - ）【II】
『真SAMURAI SPIRITS 覇王丸地獄変』がベース。
斬スピリッツ（ざん - ）【III】
『サムライスピリッツ 斬紅郎無双剣』がベース。
天スピリッツ（てん - ）【IV】
『サムライスピリッツ 天草降臨』がベース。
零スピリッツ（ぜろ - ）【V】
『サムライスピリッツ零』がベース。
剣スピリッツ（けん - ）【VI】
本作のオリジナルスピリッツで、カーソルのデフォルトはこのスピリッツになっている。攻撃を当てるか必殺技を出すことによりゲージが溜まるのが特徴。
魔スピリッツ（ま - ）【0】
本作のオリジナルスピリッツ。業務用では最終ボス（CPU）の『魔界を統べし我旺』のみが使用可能。武器破壊技が使用可能。家庭用では特定の条件を満たすとプレイヤーも使用可能。
獣スピリッツ（けもの - ）【VII】
家庭用版オリジナルスピリッツ。本来は動物キャラクター専用のスピリッツだが、特定の条件を満たすと通常のプレイヤーキャラクターも使用可能。武器飛ばし技、相手の攻撃をガードできないが、「SCS（サムライ・コンビネーション・スラッシュ）」と「死んだふり」が可能。
祭スピリッツ（まつり - ）【VIII】
家庭用版オリジナルスピリッツ。特定の条件を満たすと使用可能。スピリッツの性能エディットが可能。エディット次第では開幕行動、連続ミキリ、サムライドライブの使用が可能。

## 移植
レイティングは全てCERO：B（12才以上対象）。
PlayStation 2版（2006年1月26日発売）
マルチマッチングBB対応。ネットワークを介して通信対戦ができる。新たなキャラクターやスピリッツが追加された。
Best版が2007年1月25日に発売された。また、ゲームアーカイブス版が2014年11月19日に配信された。
PS2/Wii版『サムライスピリッツ 六番勝負』（2008年7月24日発売）
シリーズ6本のカップリング作品。本作のみ上記のPS2版に準拠した内容で、さらに単体版の隠し要素を最初からオープンした上で声優切り替えなどの新要素を追加している。PS2版はネオジオオンラインコレクションとして発売。Wii版はマルチマッチングBB非対応だが、動物キャラクターを使ったミニゲームが追加された。
Best版が2009年6月18日に発売された。

## 登場キャラクター
過去のアーケード版2D作品に登場したキャラクターほぼ全てが出演し、隠しキャラクターやボスキャラクターを含めると総勢42名を数える。なお、前作『零SPECIAL』の登場キャラクターは全員続投する（ただし「花諷院骸羅」のみデザインが変更されている）。家庭用ではさらに「パピー」や「チャンプル」などの動物キャラクター、「羅刹ガルフォード」（パピーを連れていない）や「キム・ウンチェ（金雄載）」（韓国版の骸羅）などのEXキャラクターが追加されている。プレイヤー選択画面の初期カーソルは1Pが「徳川慶寅」、2Pが「覇王丸」に合わせられている。ボスキャラクターは「魔界を統べし我旺」。

### 復活キャラクター
アースクェイク
声 - 佐藤巧
『真』からの復活キャラクター。
不知火幻庵
声 - 岡崎雅紘
『真』からの復活キャラクター。
王虎
声 - 岡崎雅紘
『真』からの復活キャラクター。本作では先端に鉄球を付けた棒を使用する。
チャムチャム
声 - 大沢つむぎ
『真』からの復活キャラクター。
ナインハルト・ズィーガー
声 - 古賀寛之
『真』からの復活キャラクター。
花諷院和狆
声 - 矢薙直樹
『真』からの復活キャラクター。
萬三九六
声 - 福井信介
『零』からの復活キャラクター。
黒河内夢路
声 - 斎賀みつき
『零』からの復活キャラクター。本作では変身技は使用せず、橘右京と似たキャラクター性能になった。

### 新規キャラクター
アンドリュー
声 - 石井一貴
アメリカ・バージニア州出身の軍人。品行方正で、愛国心が強い。国の名をかけて御前試合に参加する。銃剣術を扱う。
祭囃子双六
声 - 増岡太郎
乱入キャラクター。素敵な花火を打ち上げようと御前試合に参加する。
機巧おちゃ麻呂
声 - 新堂真弓
高名な陰陽師が退魔のために生み出した機巧戦士。
いろは
声 - 新堂真弓
北陸地方に住む若者の元に現れた、和風メイドの格好をした美女。正体はツル。
紫ナコルル
声 - 高橋美佳子
『真』までの2Pカラー版ナコルルを元にした裏キャラクター。旧作の羅刹やレラとは異なりお供はママハハで、ナコルルとの性能の違いは一部の連斬のみ。キャラクターイラストの表情はナコルルと少し異なる。
魔界を統べし我旺
声 - 大塚明夫
CPU専用の最終ボス（プレイヤー使用不可）。「魔スピリッツ」専用キャラクター。正体は魔界を統一した兇國日輪守我旺。

### 家庭用オリジナル
羅刹ガルフォード
過去作の「羅刹」版ガルフォードを元にした裏キャラクター。パピーを連れていない。キャラクターイラストの表情やプロフィールがガルフォードと少し異なる。
キム・ウンチェ（金雄載）
ゲーム内では「雄載」とも表記される。元々は韓国版『斬紅郎無双剣』において諸事情により改名された骸羅の名称であり、設定もそのまま飛騨出身で和狆の手を焼く問題児であったり、プロフィールも一部の違いを除いて骸羅と共通しているが、本作中の雄載のストーリーでは骸羅と出くわした際に互いに互いの存在を知らず物の怪と勘違いしているなど、パラレルワールドの存在のような扱いとなっている。
キャラクターイラストも骸羅の差分だが、本作の骸羅が『零』のエンディング後の設定を引き継ぐ形で坊主頭で登場しているのに対し、雄載は髪の毛がある前作までの骸羅と同じ姿（デフォルトカラーは違う）をしている。
黒子
性能は『真』に準拠しているが、必殺技は一部を除いて一新されている。
EX徳川慶寅
性能違いの裏キャラクター。『零』に準拠した性能。
EX劉雲飛
性能違いの裏キャラクター。『零』に準拠した性能。
EX真鏡名ミナ
性能違いの裏キャラクター。『零』に準拠した性能に加え、チャンプルを使った攻撃ができる。
EX妖怪腐れ外道
性能違いの裏キャラクター。『零』に準拠した性能。

#### 動物キャラクター
すべて「獣スピリッツ」専用キャラクター。
パピー
『零』からの復活キャラクター。
シクルゥ&ママハハ
タッグを組んで戦うが、攻撃のメインはシクルゥで、ママハハはシクルゥの攻撃補助を行う。
チャンプル
独自の技を使って戦う。
パクパク
パピーと同様に単体で戦う。